# Cesar Keitai
Cesar Keitai (継体天皇 Keitai-teno), znan tudi kot Keitai-okimi, je 26. japonski cesar v skladu s tradicionalnim dednim nasledstvom.
Njegovem vladanju ne moremo pripisati točnih datumov, a naj bi po konvencijah vladal med leti  507 in 531.

## Legenda
Keitai naj bi vladal na začetku 6. stoletja, a so informacije o njegovem življenju skope, virov za nadaljnje študije in verifikacijo pa ni dovolj. Med zapisi v Nihon Šokiju in Kodžikiju so bistvene razlike
Kodžiki postavlja cesarjevo rojstvo v leto 485, smrt pa na 9. april 527. V tem obsežnem zapisu se imenuje Odo no Mikoto (袁本杼命).
Nihon Šoki postavlja cesarjevo rojstvo v leto 450, umrl pa naj bi 7. februarja leta 531 ali 534. Po tem zgodovinskem zapisu se je imenoval Odo no Kimi (男大迹王) in Hikofuto no Mikoto (彦太尊). Identificirajo ga tudi ko Vo Ofu Ato-no-Hiko Fudo no Mikoto.
Glede na druge zapise je bil najprej kralj manjšega plemena province Koši na severu osrednje Japonske, morda celo na obali Japonskega morja. Nekatera sodobna dela ga imenujejo kralj Ohoto iz Košija.
Njegov dejanski naziv je bil verjetno Sumeramikoto ali Amenošita Širošimesu Okimi (治天下大王, "veliki kralj, ki vlada pod nebesi"), saj se naziv teno pojavi šele v času cesarja Tenmuja in cesarice Džito. Lahko da so ga nazivali z Jamato Okimi (ヤマト大王/大君, "veliki kralj Jamata").

### Rodoslovje
Če je cesar Keitai začel novo dinastijo, kot verjamejo mnogi zgodovinarji, je bil cesar Burecu zadnji monarh prve zabeležene japonske dinastije. Keitaj ni bil sin prejšnjega monarha. Glede na Kodžiki (712) in Nihon Šoki (720) je Burecu umrl brez naslednika, ko se je na prestol povzpel vnuk pete generacije po cesarju Odžinu, Keitai.
Rodoslovno drevo iz Nihon Šokija se je izgubilo, točnost njegovih zapisov pa je vprašljiva. Tudi rodoslovje tega cesarja ni preverljivo.
Rodoslovni podatki se nahajajo tudi v Šaku Nihongiju, ki citira izgubljeno besedilo Džoguki iz 7. stoletja. Bil naj bi sin Uši no Kimija, vnuka Ohi no Kimija, pravnuka Ohohoto no Kimija (brata družice cesarja Ingja), prapravnuka Vakanuke Futamata no Kimija in praprapravnuka cesarja Odžina.
Po Kodžikiju in Nihon Šokiju je bil sin Hikouši no Kimija in Furihime. Po smrti cesarja Burecuja je Otomo no Kanamura predlagal 58-letnega Keitaia kot možnega naslednika na prestolu Jamato.
Čeprav puščajo rodoslovni zapisi v Šaku Nihongiju prostor za diskusijo, mnogi zgodovinarji priznavajo cesarjevo krvno sorodstvo s klanom Okinaga, mogočno lokalno družino ali cesarski sorodno družino, ki je vladala regiji Oumi (del današnje prefekture Šiga). Ta družina je proizvedla veliko cesaric in družic cesarjem. Po Nihon Šokiju se je Ohohoto no Kimi, Keitaiev praded, poročil v klan Okinaga. Keitaieva mati Furihime je izhajala iz lokalne vladarske družine v provinci Koši, zato ga je po očetovi smrti pripeljala domov. Zanimivo je, da so se mnoge tradicije v povezavi s cesarsko družino prenašale skozi čas v svetiščih in starih družinah obeh regij.
Ne glede na ugibanja o Keitaievem rodoslovju je po njegovi smrt prav gotovo sledil dolgo trajajoč spor za nasledstvo na prestolu. Dve veji družine Jamato sta se soočili za prestol. Podpornikom ene veje je uspelo nastaviti dva Keitaieva sinova, cesarja Ankana in Senka, podpornikom druge pa sina, ki je postal cesar Kinmei.

## Keitaieva vladavina
Keitai je zasedbo prestola razglasil v Kusubi na severu province Kavači (današnja Osaka) in se poročil z Burecujevo mlajšo sestro, princeso Taširago. Predvidevajo, da vsi niso pozdravljali njegovega nastopa oblasti in da je trajalo 20 let, da je vstopil v provinco Jamato, politično središče takratne Japonske.
V Keitaievih kasnejših letih, leta 527 ali 528, je v provinci Cukuši na Kjušuju izbruhnil upor Ivai. Keitai je imenoval Mononobe no Arakahija za šoguna in ga poslal zatreti upor. Med njegovimi sinovi so trije cesarji, Ankan, Senka in Kinmei.
Dejansko mesto Keitaievega groba ni znano. Tradicionalno ga častijo v spominskem šintoističnem svetišču (misasagi) v kofunu Ooda Čausujana v Ibarakiju, Osaka. Cesarska hiša je posvetila to lokacijo kot njegov mavzolej. Uradno se imenuje Mišima no Aikinu no misasagi.

## Družice in otroci
Cesarica: Taširaka no Himemiko (手白香皇女), hči cesarja Ninkena
- Princ Amekuniošiharakihironiva (天国排開広庭尊) cesar Kinmei

Menokohime (目子媛), hčerka Ovari no Muradži Kusaka (尾張連草香)
- Princ Magari no Oe (勾大兄皇子) cesar Ankan
- Princ Hinokuma no Takata (檜隈高田皇子) cesar Senka

Vakakohime (稚子媛), mlajša sestra Mio no Cunoori no Kimija (三尾角折君)
- Princ Ojracuko (大郎皇子)
- Princesa Izumo (出雲皇女)

Hirohime (広媛), hčerka Sakata no Omata (坂田大跨王)
- Princesa Kamusaki (神前皇女)
- Princesa Manta (茨田皇女)
- Princesa Umaguta (馬来田皇女)

Ominojracume (麻績娘子), hčerka Okinaga no Mateia (息長真手王)
- Princesa Sasage (荳角皇女) saio

Sekihime (関媛), hčerka Manda no Muradži Omočija (茨田連小望)
- Princesa Manda ne Ojracume (茨田大娘皇女)
- Princesa Širasaka no Ikuhihime (白坂活日姫皇女)
- Princesa Ono no Vakairacume (小野稚娘皇女)

Jamatohime (倭媛), hčerka Mio no Kimi Katahija (三尾君堅楲)
- Princesa Ojracume (大郎子皇女)
- Princ Maroko (椀子皇子)
- Princ Mimi (耳皇子)
- Princesa Akahime (赤姫皇女)

Haehime (荑媛), hčerka Vani no Omi Kavačija (和珥臣河内)
- Princesa Vakaiahime (稚綾姫皇女)
- Princesa Tubira no Iracuko (円娘皇女)
- Princ Acu (厚皇子)

Hirohime (広媛), hčerka Neia (根王)
- Princ Usagi (菟皇子)
- Princ Nakacu (中皇子)